# Glen Wilton
 (mars 2025).
Glen Wilton est une census-designated place située dans le comté de Botetourt, dans l’État de Virginie, aux États-Unis. Lors du recensement de 2020, elle comptait 129 habitants.